# برنبورغ
برنبورغ (بالألمانية: Bernburg) هي بلدة و بلدة ألمانية تقع في ألمانيا في ساكسونيا أنهالت.  يقدر عدد سكانها بـ 35,888 نسمة .

## المدن التوأمة
مدن راينه، مدينة اندرسون ( انديانا )، Fourmies، تارنوفسكي غوري، خوموتوف و تراكي هي مدن توأمة لـبرنبورغ.

## أعلام
- هايك هارتويغ
- فريدريش ألبرخت كارل جرين
- هاينز شولز
- هيلدا بنيامين
- كريستوف روتمان